# Adjungbilly

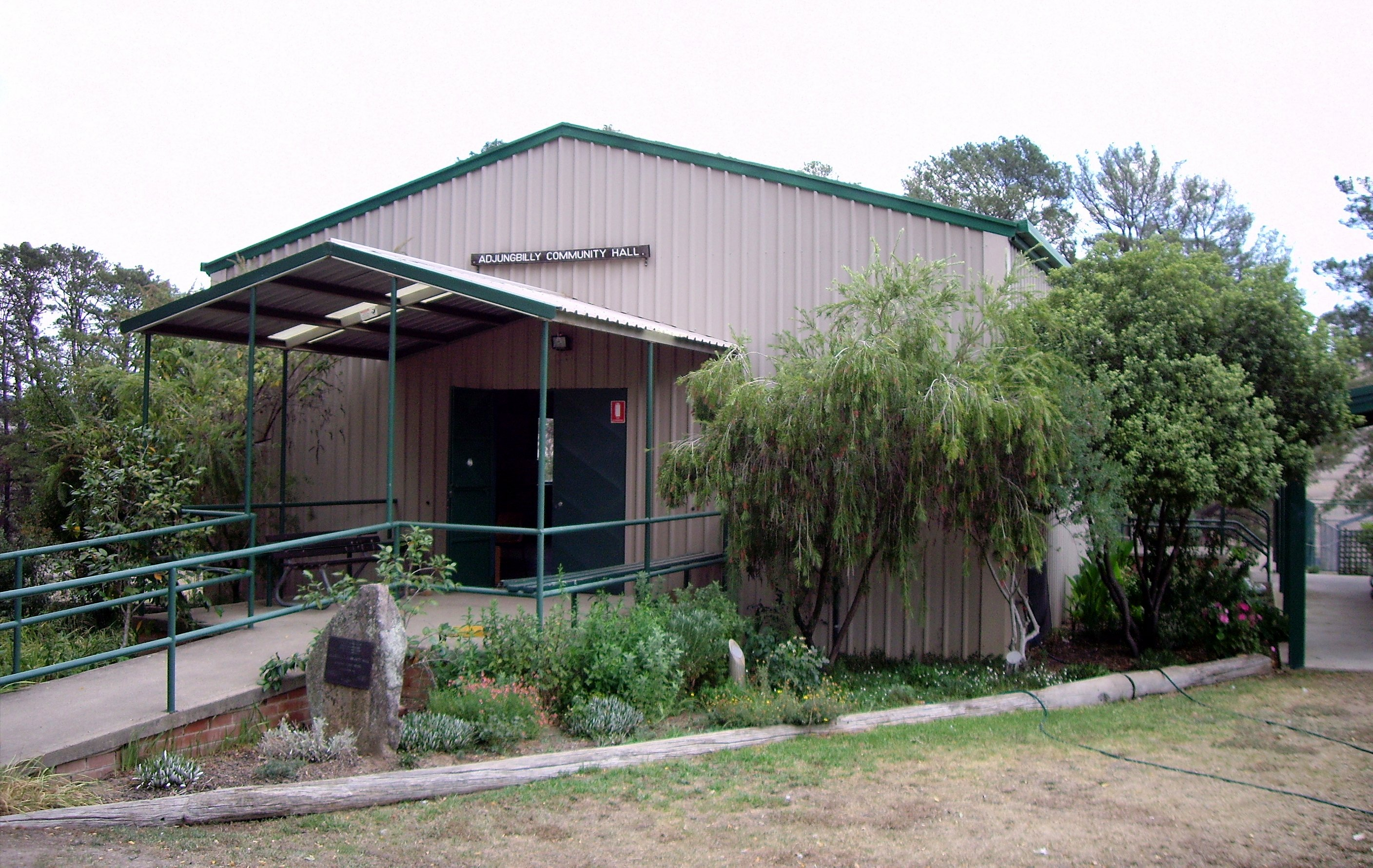
Centro social de Adjungbilly

Adjungbilly é uma pequena cidade australiana localizada na região de Riverina, no estado da Nova Gales do Sul, cerca de 29 quilômetros ao sudeste de Gobarralong e 35 quilômetros a nordeste de Tumut. A sua população era de 159 habitantes, segundo o censo de 2006.

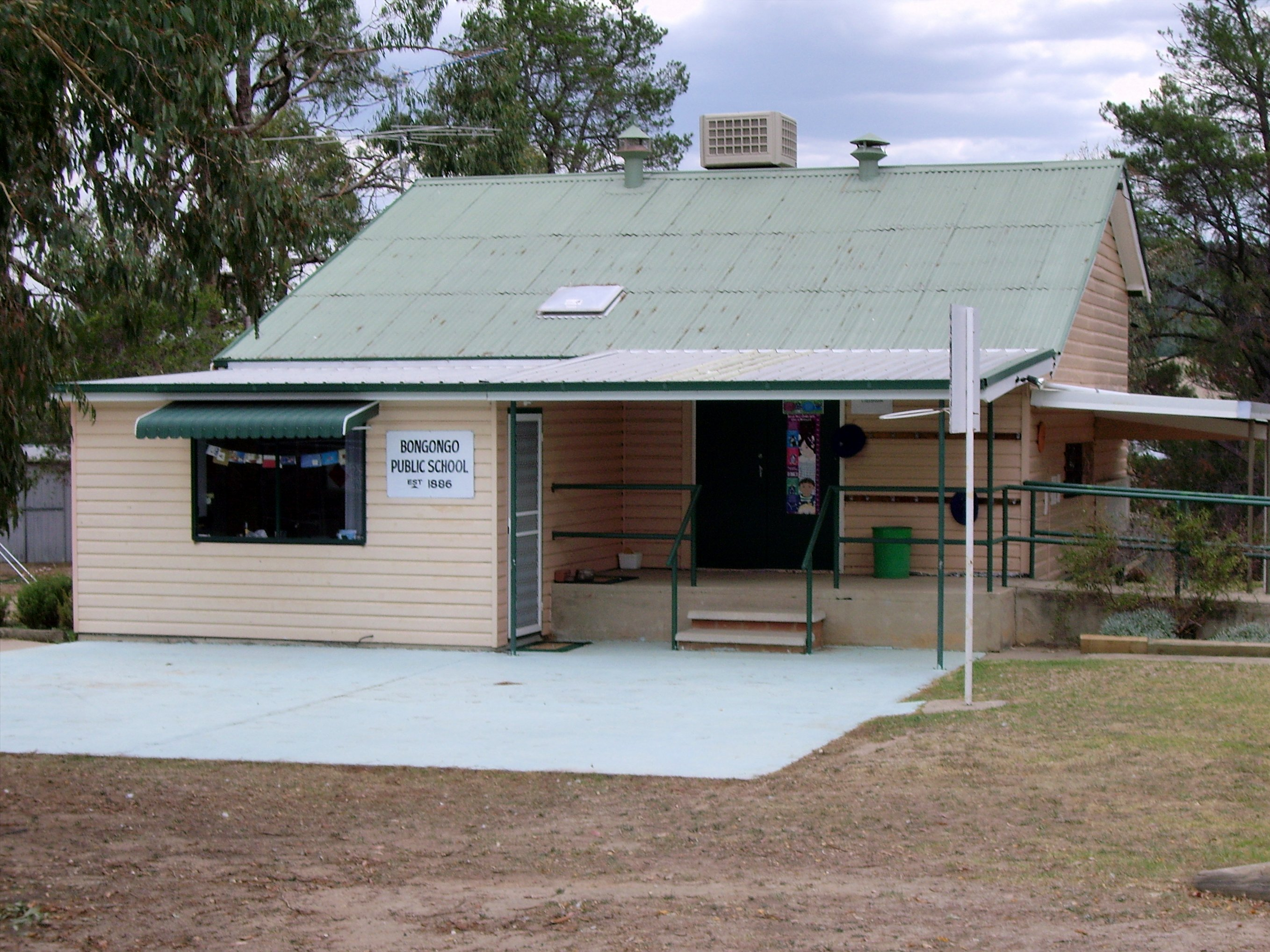
Escola primária